# Campeonato Mundial de Atletismo Sub-20 de 2018 - 3000 m feminino
A prova dos 3000 metros feminino do Campeonato Mundial de Atletismo Sub-20 de 2018 ocorreu no dia 11 de julho no Estádio de Tampere  em Tampere, na Finlândia. 

## Recordes
Antes desta competição, os recordes mundiais e do campeonato nesta prova eram os seguintes:
|     | Nome          | Nacionalidade | Tempo   | Local     | Data                  |
| --- | ------------- | ------------- | ------- | --------- | --------------------- |
| WJR | Zola Budd     | Reino Unido   | 8:28.83 | Roma      | 7 de setembro de 1985 |
| CR  | Beyenu Degefa | Etiópia       | 8:41.76 | Bydgoszcz | 20 de julho de 2016   |
| WJL | Meskerem Mamo | Etiópia       | 8:33.63 | Doha      | 4 de maio de 2018     |

## Medalhistas
| Ouro                | Prata              | Bronze                   |
| Nozomi Tanaka (JPN) | Meselu Berhe (ETH) | Tsigie Gebreselama (ETH) |

## Cronograma
Todos os horários são locais (UTC+2).
| Data        | Hora  | Evento |
| ----------- | ----- | ------ |
| 11 de julho | 18:55 | Final  |

## Resultado final
A prova foi realizada no dia 11 de julho às 18:55. 
| Posição           | Atleta                  | Nacionalidade  | Tempo   | Notas           |
| ----------------- | ----------------------- | -------------- | ------- | --------------- |
| Medalha de ouro   | Nozomi Tanaka           | Japão          | 8:54.01 | Recorde pessoal |
| Medalha de prata  | Meselu Berhe            | Etiópia        | 8:56.39 | Recorde pessoal |
| Medalha de bronze | Tsigie Gebreselama      | Etiópia        | 8:59.20 | Recorde pessoal |
| 4                 | Yuna Wada               | Japão          | 9:00.50 | Recorde pessoal |
| 5                 | Zenah Jemutai Yego      | Quénia         | 9:00.76 | Recorde pessoal |
| 6                 | Amelia Mazza-Downie     | Austrália      | 9:09.19 | Recorde pessoal |
| 7                 | Carla Gallardo          | Espanha        | 9:10.07 | Recorde pessoal |
| 8                 | Nadia Battocletti       | Itália         | 9:13.45 | Recorde pessoal |
| 9                 | Cristina Ruiz           | Espanha        | 9:13.75 | Recorde pessoal |
| 10                | Taryn O'Neill           | Canadá         | 9:15.03 | Recorde pessoal |
| 11                | Lara Crouch             | Austrália      | 9:16.28 | Recorde pessoal |
| 12                | Cailie Logue            | Estados Unidos | 9:16.78 | Recorde pessoal |
| 13                | Josina Papenfuß         | Alemanha       | 9:18.39 | Recorde pessoal |
| 14                | Amanda Vestri           | Estados Unidos | 9:21.95 | Recorde pessoal |
| 15                | Katrina Robinson        | Nova Zelândia  | 9:22.80 |                 |
| 16                | Cameron Ormond          | Canadá         | 9:27.51 |                 |
| 17                | Astrid Snäll            | Finlândia      | 9:32.25 | Recorde pessoal |
| 18                | Lamyae Himi             | Marrocos       | 9:41.32 |                 |
|                   | Silviya Georgieva       | Bulgária       | DNF     |                 |
|                   | Mercy Chepkorir Kirarei | Quénia         | DNS     |                 |

Legenda
| Recorde mundial       | Recorde mundial (World record)               |                       | Recorde africano                      | Recorde africano (African) |                                           | Q | Classificado por posição (Qualified) |
| Recorde do campeonato | Recorde do campeonato (Championship record)  | Recorde da América    | Recorde da América (Americas)         | q                          | Classificado por melhor tempo (Qualified) |   |                                      |
| Melhor marca do ano   | Melhor marca do ano (World leading)          | Recorde asiático      | Recorde asiático (Asian)              | DNS                        | Não largou (Did not start)                |   |                                      |
| Recorde nacional      | Recorde nacional (National record)           | Recorde europeu       | Recorde europeu (European)            | DNF                        | Não terminou (Did not finish)             |   |                                      |
| Recorde pessoal       | Recorde pessoal do atleta (Personal best)    | Recorde da Oceania    | Recorde da Oceania (Oceania)          | DSQ / DQ                   | Desclassificado (Disqualified)            |   |                                      |
| Recorde da temporada  | Recorde da temporada do atleta (Season best) | Recorde sul-americano | Recorde sul-americano (South America) | NM                         | Sem marca (No mark)                       |   |                                      |